# 鈴木一 (政治家)
鈴木 一（すずき はじめ、1913年（大正2年）10月1日 - 1978年（昭和53年）2月7日）は、日本の政治家。衆議院議員（4期）。参議院議員（1期）。

## 経歴
秋田県出身。1938年東京帝国大学文学部倫理学科卒。翌年文部省の嘱託となる。後に全国購買農業協同組合連合会課長、部長などになる。他、全国農業会書記長、委員長、労働組合委員長、会社社長などを務める。
1953年の第3回参議院議員通常選挙において秋田地方区から無所属で立候補して当選、当選後は日本社会党に入った。1958年の第28回衆議院議員総選挙では秋田1区から無所属で立候補して初当選。当選後の所属政党は日本社会党から民主社会党、民社党となった。衆議院議員は4期務めた。1972年の総選挙で落選。1978年2月7日死去、64歳。死没日をもって勲二等旭日重光章追贈、正四位に叙される。

## 親族
- 父 - 鈴木安孝[7]（秋田市長、国会議員）
- 妹 - 西岡光子[7]（東北地方初の女性弁護士、東北弁護士会連合会会長）